# فشتالة
فشتالة (بالأمازيغية: ايفشتالن) هي قبيلة أمازيغية صنهاجية مغربية، تقع في حوض ورغة شمالي مدينة فاس على بعد 60 كلمتر تقريبا، تجاور قبيلة بني ورياكل، وتُحد من الجنوب بنهر سبو، ومن الشمال بقبيلة سلاس، و نهر ورغة، الذي يفصل بينهما وبين قبيلتي لجاية وبني ورياكل. وتعتبر فشتالة من أشهر قبائل منطقة تاونات.

## التاريخ
كلمة فشتالة هي تعريب لكلمة ايفشتالن الأمازيغية، وهي اسم قبيلة صنهاجية موضعها الحالي هو نفسه الذي ذكره ابن خلدون منذ قرون، وتجاور فشتالة عددا من القبائل وهي بني مزگلدة، لجاية، سلاس ومزيات، وقد خضعت أيضاً لتأثيرات قبائل قوية منها بني مسارة وبني زروال، وقد اعتبرها ابن خلدون قبيلة بربرية من صنهاجة البز، وبطناً من بطون قبيلة أنجفة الصنهاجية، وهنجافة هذه أو أنجفة كما ذكرها إبن خلدون هي تعريب لكلمة "اينڭفو" الأمازيغية، ويقول عنهم ابن خلدون في هذا الصدد: 
«ويتّصل ببسيط بالمغرب ما بين جبال درن وجبال الريف من ساحل البحر الرومي حيث مساكن حمّاد...قبائل أخرى من صنهاجة موطنون في هضاب وأودية وبسائط يسكنون بيوت الحجارة والطين مثل فشتالة و سطه وبنو ورياكل وبنو حميد وبنو مز جلدة وبنو عمران وبنو دركول وورتزر وملواتة وبني وامرد. ومواطن هؤلاء كلّهم بورغة، وأمركو يحترفون بالحياكة والحراثة، ويعرفون لذلك صنهاجة البزّ، وهم في عداد القبائل المغارمة ولغتهم في الأكثر عربية لهذا العهد وهم مجاورون بجبال غمارة».
وفتشالة أو ايفشتالن، هو تجمع صنهاجي يقع حاليا على الضفة اليسرى لورغة، ويضرب بعروقه القديمة إلى جماعة هنكافة، إحدى التجمعات الكبرى لصنهاجة القبلة، والتي كانت بإقليم مراكش والأقاليم المجاورة له، وقد ذكر أبو بكر بن علي الصنهاجي بطون القبيلة، وقال:
«فشتالة ايفشتالن معا، وهم من اينڭفو، منهم آيت مصل، آيت واوصركيت، آيت عيسى، آيت عمر، آيت ناصر، آيت موتد، آيت أحمد، آيت زياد، آيْغَنْتيَيَّان، آيت ويتساون، آرمصطين، آيت تاڭْراڭْرا، وهذا آخر إين ڭفو».
والظاهر أن وصول الفشتاليين إلى منطقة ورغة كان قد تم على عهد المرابطين ضمن زحف إخوانهم من قبائل الجنوب، ومن أبرزهم لطمة الذين كانوا يشنون الغارات على هاته النواحي مما حدا بعامل المرابطين إلى تأسيس حصن بني تاودا الذي تحول اسمه بعد تحطيمه على يد الموحدين إلى اسم فاس البالي لسبب غير واضح، وهذا الحصن واقع قرب حصن آخر قديم بجبل أمرگو الذي صار يحمل بدوره اسم مولاي بوشتى الخمار. وتوجد هاذه القبيلة حاليا بقيادة قلعة سلاس شمال إقليم فاس، وبطونها: «هداوة، والبوار، والشقر، والزاوية».
وقد انسلخت ايفشتالن عن حكم الموحدين سنة 1237م ودخلوا تحت طاعة المرينيين الذين أخذوا في جباية الضرائب من هذه القبيلة، وقد كانت فشتالة من قبائل الطاعة بحكم قربها من فاس، لكنها كانت عرضة لتعديات القبائل القوية القريبة منها ولا سيما قبيلة بني زروال. وإلى هذه القبيلة ينتسب علماء مشهورون منهم المؤرخ عبد العزيز الفشتالي (1549م - 1621م) شاعر البلاط السعدي ومؤرخ و وزير السلطان أحمد المنصور الذهبي حيث تنسب إليه مؤلفات تاريخية عديدة تعتبر مفقودة ولا يعرف منها إلا «مناهل الصفا في أخبار الملوك الشرفا». ومنهم كذلك أبو عبد الله محمد بن علي الفشتالي الشاعر والمؤرخ الذي عاش بدوره في البلاط السعدي، وصحب سنة 1595م الشيخ علي التمكروتي خلال سفارة إلى البلاط العثماني، وخلف أرجوزة في التاريخ تحت عنوان «الوفيات». وكان الرحالة الفرنسي موليرا أوغست قد زار هذه القبيلة سنة 1897م وخصص لها وصفا دقيقا إذ تحدث عن مقوماتها بتفصيل وقدر عدد سكانها وقتذاك بنحو 5600 نسمة.
وتشتهر فشتالة بضريح مولاي بوشتى الخمار الذي يقام به موسم سنوي كل فصل خريف، وكان هذا الولي المتوفى عام 997هـ/ 1589م قد أسس زاوية بجبل أمرگو من هذه البلاد، وإليها لجأ محمد الشيخ المامون لما تمرد على أبيه أحمد المنصور السلطان السعدي.
وتتكون فشتالة من عدة بلدات هي الصافيين وتوجد على وادي فشتالة أحد فروع نهر ورغة، وهي مقر زاوية مولاي بوشتى الخمار الشهيرة، القليعة، الزغيرة، البهاليل. وتمتاز فشتالة بمحاصيلها الشجرية المتنوعة حيث تتوفر القبيلة على عدة أشجار مثمرة مثل التوت، العنب، البرتقال، التين، الزيتون، وأخرى غير مثمرة مثل الصفصاف، كما اشتهرت القبيلة ببعض الصناعات التقليدية ولا سيما نسج الألبسة الصوفية، وكانت تستقبل عدداً من طالبي العلوم الشرعية «الطلبة».

## أعلام
- عبد العزيز بن عمر بن إبراهيم الفشتالي[5]
- عبد العزيز بن محمد الفشتالي[7][10]
- أبو العباس أحمد بن محمد الفشتالي[11]
- محمد بن علي الفشتالي[8]
- أحمد ابن القاضي الفشتالي المكناسي[9]